# John Eager Howard (Mediziner)
John Eager Howard (* 27. August 1902 in Baltimore, Maryland; † 27. Februar 1985 in Baltimore County, Maryland) war ein US-amerikanischer Endokrinologe an der Johns Hopkins University.

## Leben
Howard war der Ur-Urenkel von John Eager Howard (1752–1827), General des Unabhängigkeitskrieges und erster Gouverneur von Maryland.
Howard erwarb 1924 an der Princeton University, New Jersey, einen Bachelor und 1928 einen M.D. an der Johns Hopkins University School of Medicine in Baltimore, Maryland, wo ihn Fuller Albright und Read Ellsworth in seinen letzten Studienabschnitten an wissenschaftliches Arbeiten heranführten. Als Assistenzarzt arbeitete Howard zwischen 1928 und 1930 am Massachusetts General Hospital in Boston und zwischen 1930 und 1934 am Krankenhaus der Johns Hopkins University, wo er 1934 Mitglied des Lehrkörpers wurde. 1937 wurde Howard Assistant Professor, 1946 Associate Professor und 1960 ordentlicher Professur. Zwischen 1957 und 1971 war er Leiter der Inneren Medizin am Union Memorial Hospital in Baltimore. 1968 wurde er emeritiert, war aber weiter wissenschaftlich aktiv. Seine letzte wissenschaftliche Arbeit erschien 1981 in den Proceedings of the National Academy of Sciences (PNAS).
Howard gehörte zu den Herausgebern der wissenschaftlichen Fachzeitschriften The Journal of Clinical Endocrinology and Metabolism und Johns Hopkins Medical Journal.
Howard war verheiratet. Er und seine Frau Lucy hatten zwei Kinder. John Eager Howards starb 1985 an den Folgen eines Schlaganfalls.

## Wirken
Howard konnte wichtige Beiträge zum Verständnis der Ursachen der arteriellen Hypertonie und der hormonellen Regulation des Calciumstoffwechsels leisten. Insbesondere gelang es ihm, mit Citrat eine Substanz zu identifizieren, die in Serum und Urin die Bildung von Nierensteinen und andere Verkalkungsprozesse hemmt. Gemeinsam mit Fuller Albright gehörte Howard zu den Erstbeschreibern des Milch-Alkali-Syndroms.

## Auszeichnungen (Auswahl)
- 1960/1961 Präsident der Endocrine Society
- 1964 Modern Medicine Award for Distinguished Achievement
- 1968 Passano Award[2]

An der Johns Hopkins University gibt es seit 1983 eine John Eager Howard Professorship in Endocrinology and Metabolism. Aktueller Stelleninhaber (Stand 2023) ist Paul W. Ladenson.